# 랜디와 샤론 마시 부부
랜디와 샤론 마시 부부(Randy and Sharon Marsh)는 《사우스 파크》 시리즈에 나오는 등장인물이다. 랜디의 목소리는 트레이 파커가 연기했으며, 샤론의 목소리는 메이 케이 버그만과 모나 마쉘, 엘리자 슈나이더와 최근에 에이플린 스튜어트가 목소리를 맡았다.

## 직업
랜디는 첫 번째 시즌부터 사우스 파크의 유일한 지질학자이다. 랜디는 자신의 직업과 교육 수준 때문에, 수시로 여러 가지 일들을 해결하기 위해서 자신이 해당 분야에 지식이 없을지라도, 모든 과학자 역할을 수행하게 된다. 그는 "Spontaneous Combustion" 에피소드에서 자신의 방귀 절제 이론 때문에 유명해지게 된다. 랜디는 에피소드 "Something Wall-Mart This Way Comes"에서 잠시 동안 사우스파크 월마트에서 일하게 된다.
샤론은 《극장판 사우스 파크》에 따르면 톰의 성형외과에서 일하고 있다.

## 가족
랜디와 샤론은 이 쇼에서 중심 등장인물인 스탠 마시의 부모님이다. 그들에게는 두 명의 아이가 있는데, 스탠과 셀리가 그들이다. 그리고 랜디의 아버지인 마빈 마시가 있다. 샤론과 랜디의 관계는 "Clubhouse" 에피소드 다음으로 매우 강했는데, 그 에피소드에서 그들은 말다툼으로 이혼하게 된다. 나중에 랜디와 샤론은 이혼을 너무 급하게 했음을 알고, 샤론은 거의 동시에 로이와 재혼하게 된다. 로이는 염소처럼 보이며, 어느 정도 양극이 있는 남자인데, 그전 쇼에서는 한번도 보이지 않았다. 랜디와 샤론은 결국에는 화해하고, 일상의 즐거움으로 돌아왔다.

## 술 문제
랜디는 "Bloody Mary", "The Red Badge of Gayness", "Clubhouses" 에피소드에 따르면 음주 문제가 있다. 그때 그는 음주 운전을 하게 된다. 카트먼은 또한 "Grey Down" 에피소드에서 랜디의 술 문제에 대하여 "스탠 너 아빠가 병을 다시 명중해" 라고 언급했다.
Randy는 모든 무심결의 술꾼에게서 알코올 중독 환자로 바뀌는 것을 쇼를 통하여 묘사된다.

## 랜디와 샤론 마시 부부가 특출하게 나타난 에피소드
많은 에피소드에 등장했음에도 불구하고 랜디는 드물게 특출한 역할을 맡는다. 때때로 그는 전체에서 부가적 줄거리의 초점이 된다. 랜디는 최근 시즌에서 많이 빈번하게 등장하게 되었다.
- "Volcano" - 스탠의 아버지로 묘사되는 랜디는, 화산이 분출하려고 하는 것을 발견하게 된다. 그리고 그는 운하를 파서 덴버로 용암길을 뚫게 된다.
- "Death" - 랜디와 샤론은 할아버지 생일을 갖게 되고, 그들은 다른 부모들과 같이 테렌스와 필립을 방영하는걸 항의하러 간다.
- "Clubhouses" - 랜디와 샤론은 이혼하게 된다. 랜디는 그의 아이와 갖는 배려 시간에 파티를 여는 아버지의 역할을 하게 되고, 샤론은 즉시 로이와 재혼하게 된다. 스탠의 영리한 작전을 통해, 그들은 클럽하우스에서 진실게임을 하게 된다. 샤론과 랜디는 클럽회관에서 다시 사랑을 나누게 되고, 함께 화해를 하고, 다시 합쳐지게 된다.
- "Spookyfish" - 랜디는 샤론의 고모인 플로가 머물러 있는 것을 불쌍하게 여긴다.
- "Spontaneous Combustion" - 비록 그가 지질학자고, 생물학 분야에 대해서 과학적 뒷받침이 하나 없는 가운데서 랜디는 사람들이 왜 자연발화하는지 이유를 밝혀내라고 시장에게 명령받게 된다. 랜디는 자연발화의 원인을 밝혀내고 노벨상을 받게 된다. 그리고 마을 사람들의 영웅이 된다.
- "Two Guys Naked in a Hot Tub" - 랜디와 제랄드 브로플로프스키는 미스터 맥키의 유성우 파티에서 뜨거운 욕조에서 서로가 자위하는 것을 보게 된다. 그리고 랜디는 자기가 게이라는 결론을 갖게 된다.
- "The Red Badge of Gayness" - 랜디는 처음에 북부군으로 남북전쟁 재연에 배우로 참여하게 되었는데, 나중에 [[카트먼과 남부군에 동참하게 된다.
- "Something You Can Do with Your Finger" - 스탠이 "Boy Band"를 시작하겠다고 할 때, 랜디는 유대인 거리 소년들이라는 자신의 밴드 경험 때문에 화내게 된다. 그가 명성을 얻기 위해서 고등학교를 중퇴하고, 보이 밴드가 너무 늙었다는 이유로 밴드가 해체되는 것을 보기만 했다(랜디가 19살밖에 안되었을때). 랜디는 그가 취득한 부 및 소유물의 대부분을 포기해야 하고 집으로 다시 왔다. 거기서 그는 다시 성실하게 학교를 다녀서, 졸업을 하고, 지질학을 공부하게 되었다.
- "My Future Self n' Me" - 랜디와 샤론은 스탠이 마약이나, 술에 빠져 인생을 버리지 않게 하기 위해서 스탠을 속이게 된다. 그들은 스탠의 미래를 연기할 배우를 고용하게 된다.
- "The Return Of The Fellowship Of The Ring To The Two Towers" - 랜디는 샤론과 같이 포르노를 보려고 하나, 《반지의 제왕》 비디오와 바꿔치기 된 것을 알게 된다.
- "I'm a Little Bit Country" - 랜디는 이라크 전쟁을 자기의 안티워 록으로 막으려고 한다.
- "South Park Is Gay!" - 랜디는 메트로섹슈얼 중의 한사람이 되고, 그것에 대한 혐호를 느낀 샤론과 다른 엄마들은 그걸을 막으려고 한다.
- "Something Wall-Mart This Way Comes" - 랜디는 새로운 월마트에 세뇌당하게 되고, 지질학자 자리를 버리면서 월마트에서 일하게 된다.
- "The Losing Edge" - 랜디는 습관적으로 리틀 야구 리그의 다른 부모와 싸우는데, "박쥐 아빠"와 크게 치고 받기를 약속한다.
- "Two Days Before the Day After Tomorrow" - 랜디는 지구 온난화가 오고 있는지 파악하지만 틀린 주장으로 드러나게 된다.
- "Bloody Mary" - 랜디는 음주 상태로 운전대를 잡게 된다.
- "ManBearPig" - 랜디는 스탠과 교제한 앨 고어를 차버린다.
- "Make Love, Not Warcraft" - 랜디는 월드 오브 워크래프트를 하게 되고, "the World...of Warcraft."를 구하는 것을 돕게 된다.
- "Stanley's Cup" - 랜디는 스탠에게 몇 년 동안 하키를 하지 않아서, 감각을 잃어버렸고, 그리고 큰 경기에서 비겼으니, 피위 하키 팀의 감독을 그만하라고 납득시킨다.
- "With Apologies to Jesse Jackson" - Wheel of Fortune에서 Naggers(바가지 긁는 여자들)이 아닌 Nigger(검둥이)란 말을 해서, 랜디는 모든 사우스 파크 사람들에게 배척당하게 된다. 후에 해당 단어를 금지시키기 위해 다른 사람들과 합심하게 된다.
- "More Crap" - 랜디는 어마어마한 크기의 똥을 눠서 세계 신기록을 작성한다.
- "Over Logging" - 전 세계의 인터넷이 마비되자, 랜디는 가족들을 이끌고 인터넷이 된다는 실리콘 밸리로 행한다.
- "Medicinal Fried Chicken" - 의료용 대마초를 피우기 위해 고환암에 걸리게 된다.
- "Crème Fraîche" - 랜디가 요리 채널을 보면서 자위행위를 한 후, 아예 지질학자 자리를 버리고 초등학교의 요리사가 된다. 한편 샤론은 새 운동기구를 사게 된다.
- "Tegridy Farms" - 랜디는 가족의 반대에도 불구하고 이사를 가서 실함 농장(Tegridy Farms)이란 간판을 달고 귀농을 시작한다. 이후 시즌 23에서는 실함 농장과 랜디에게 비중이 몰리게 된다.
- "Band in China" - 랜디가 중국에 간 후 대마초가 발각되어 체포되었지만 중국 공안의 설득 끝에 풀려난다. 이후 미키 마우스를 만나 같이 대마초 사업을 펼치게 되지만 곰돌이 푸 때문에 사업을 방해한다며 푸와 피글렛을 죽인다.
- "Let Them Eat Goo" - 버거킹에 들러 '임파서블 버거'라는 새로운 햄버거를 먹었지만 지속 가능한 환경과 윤리적인 선택을 통해 대마초로 만든 패티로 가게를 차린다.
- "Pandemic Special" - 랜디가 박쥐와 천산갑을 겁탈했다는 숨겨진 만행이 있다. 여기에 팬데믹 특별 상품에 랜디의 DNA를 뿌려 모든 사람들이 자신의 콧수염이 생기도록 전염시켰다.

## 잡다한 상식들
- 랜디와 샤론은 "Die Hippie, Die" 에피소드에서 히피로 나왔는데, 비록 명확히 규정된건 아니지만, 그들은 1969년 우드스탁에서 처음 만났다. 그건, 그들이 40대 중반에서 그들을 낳았다는 소리가 되는데, 그러나 이것은 장면 전환에서의 조크인데, 랜디는 9 시즌에서 35세로 나오기 때문이다.
- 랜디와 샤론은 트레이 파커의 부모님 이름에서 가져온 것이다.
- 트레이 파커의 아버지인, 랜디 파커는 확실히 지질학자가 맞으나 그의 어머니인 샤론 파커는 보험중개인이다.
- Sharon의 차림새는 스탠보다 더 크고 약간의 사소한 변경을 제외하고는 스탠의 차림새와 유사하다.
- 랜디는 2 시즌에서 설명할 수 없는 보조개가 생겼는데 그는 이 시리즈에서 보조개를 계속 유지하고 있다. 보조개가 처음 나타난 에피소드는 "Conjoined Fetus Lady"이다.
- 미래의 스탠이 말한바에 의하면, 랜디는 닭을 싫어하고, 샤론은 수영장에서 미끄러져서 왼쪽 무릎에 흉터가 있다고 한다.
- 랜디는 매우 극적인 등장인물인데 종종 신음소리로 스탠을 부른다. "Bloody Mary", "Stanley's Cup" 에피소드에서 보듯이 그는 작은 상황을 크게 만들어 낸다.
- 사우스 파크 시리즈에 등장하는 여자 등장인물중, 샤론은 사우스 파크에서 제일 섹시하다는 평을 듣는다. 이 말에 대한 증거로 "Lil' Crime Stoppers" 에피소드에서 탐정놀이 하는 애들이 버터스에게 정액 샘플을 요구하자, 버터스는 샤론을 생각하면서 정액을 뽑아내었다. 또, "Pre-School" 에피소드에서 6학년 학생들은 아이들을 보호해주는 대가로 샤론의 가슴사진을 가져오라고 요구한다.